# Garonnet
Garonnet ist eine Rotweinsorte. Es handelt sich um eine interspezifische Neuzüchtung (Hybridrebe) zwischen Chancellor und Seibel 6905. Die Kreuzung erfolgte am Rebzuchtbetrieb Seyve-Villard in der Gemeinde Saint Vallier im Département Drôme. Aus der gleichen Kreuzung stammt die Rebsorte Villard Noir.
Ende der 1960er-Jahre lag die Rebfläche des Garonnet in Frankreich noch bei über 4.900 Hektar. Aufgrund ehemals geltender EU-Bestimmungen (für die Herstellung von Qualitätsweinen sind Hybridreben verboten) wurde die Rebstöcke jedoch nahezu vollständig gerodet. Im Jahr 1988 waren noch ca. 56 Hektar bestockter Rebfläche registriert. Gemäß einem Dekret vom 18. April 2008 gehört die Rebsorte wieder zu den offiziell zugelassenen Rebsorten für den gewerblichen Anbau, da im Erbgut der Pflanze Anteile der Edelrebe Vitis vinifera enthalten sind. Die ertragreiche und hitzeresistente Sorte wird heute noch im Südwesten der USA, in Australien und Brasilien angebaut. Sie erbringt hellfarbene Rotweine mit einem einfachen Charakter.
Siehe hierzu auch die Artikel Weinbau in Frankreich, Weinbau in den Vereinigten Staaten, Weinbau in Australien und Weinbau in Brasilien sowie die Liste von Rebsorten.
Synonyme: Seyve-Villard 18-283 oder Seyve-Villard 18283, SV 18-283 oder SV 18283
Abstammung : Chancellor (vulgo Seibel 7053) x Le Subéreux (vulgo Seibel 6905) (siehe auch den Artikel Seibel-Reben)

## Ampelographische Sortenmerkmale
In der Ampelographie wird der Habitus folgendermaßen beschrieben:
- Die Triebspitze ist offen. Sie ist spinnwebig behaart und von hellgrüner Farbe. Die grünen Jungblätter sind unbehaart.
- Die Blätter sind fünflappig und deutlich gebuchtet (siehe auch den Artikel Blattform). Die Stielbucht ist lyrenförmig geschlossen. Das Blatt ist stumpf gezahnt. Die Zähne sind im Vergleich zu anderen Rebsorten mittelweit gesetzt. Die Blattoberfläche ist blasig derb.
- Die kegel- bis walzenförmige Traube ist groß und dichtbeerig. Die ovalen Beeren sind klein und von schwarz-blauer Farbe.

Die Sorte treibt spät aus und ist somit nicht gegen späte Frühjahrsfröste empfindlich. Sie reift ca. 5 Tage nach dem Gutedel und gilt somit als frühreifend. Ganson besitzt zwittrige Blüten und ist somit selbstfruchtend. Beim Weinbau wird der ökonomische Nachteil vermieden, keinen Ertrag liefernde, männliche Pflanzen anbauen zu müssen.